# محمد سليمي
محمد سليمي (2 فبراير 1937 - 30 يناير 2016) هو رئيس الأركان العامة للجيش الإيراني سابقاً. تولى عدة مسؤوليات أخرى مثل رئاسة مكتب الاستشارات العسكرية لعلي خامنئي، وکان من ضمن القادة الإيرانيين في الحرب العراقية الإيرانية حيث تولّی أيضا قيادة هيئة الحروب غير المنظمة، وكان له دور في معارك عديدة، مثل تحرير مدينة سوسنكرد وحرب الخليج الأولى، ثم تقلد ميدالية «النصر» من يد قائد الثورة الإيرانية.
شغل منصب وزير الدفاع الإيراني سنة 1981 في حكومة مير حسين موسوي، وشغَل المنصِب حتى أغسطس 1984.